# Gradskovo
Gradskovo (serbisch:Градсково) ist ein Dorf in Serbien, etwa zwölf Kilometer von Zaječar entfernt.

## Lage
Gradskovo liegt im Osten Serbiens am Ufer des Timok im Bezirk Zaječar und gehört zur Gemeinde Zaječar.

## Bevölkerung
Gradskovo hat rund 660 Einwohner. Rund 68 Prozent der Bevölkerung sind Serben und 27 Prozent Wallachen. Eine Minderheit bilden Rumänen und Jugoslawen.